# Judô nos Jogos da Francofonia de 2009
As competições de judô nos Jogos da Francofonia de 2009 ocorreram entre 28 e 30 de setembro. Quatorze categorias foram disputadas.

## Quadro de medalhas
| Ordem | País                           |    |    |    |    |
| 1     | França                         | 8  |    | 2  | 10 |
| 2     | Marrocos                       | 2  | 4  | 2  | 8  |
| 3     | Tunísia                        | 1  | 3  | 2  | 6  |
| 4     | Canadá                         | 1  | 2  | 2  | 5  |
| 5     | Egito                          | 1  |    | 2  | 3  |
| 5     | Canadá - Quebéc                | 1  |    | 2  | 3  |
| 7     | Camarões                       |    | 1  | 3  | 4  |
| 7     | Roménia                        |    | 1  | 3  | 4  |
| 9     | Senegal                        |    | 1  | 1  | 2  |
| 9     | Líbano                         |    | 1  | 1  | 2  |
| 11    | Arménia                        |    | 1  |    | 1  |
| 12    | República Democrática do Congo |    |    | 4  | 4  |
| 13    | Comunidade Francesa da Bélgica |    |    | 2  | 2  |
| 14    | Luxemburgo                     |    |    | 1  | 1  |
| 14    | Congo                          |    |    | 1  | 1  |
| TOTAL | TOTAL                          | 14 | 14 | 28 | 56 |

## Medalhistas
| Evento                              | Ouro                               | Prata                            | Bronze                                                                                     |
| Até 60 kg masculino (detalhes)      | FRA França Sofiane Milous          | MAR Marrocos Alae Idrissi        | TUN Tunísia Fradj Dhoubi CQC Frazer Will                                                   |
| Até 66 kg masculino (detalhes)      | CAN Canadá Sasha Mehmedovic        | ARM Armênia Hambardzum Tonoyan   | EGY Egito Amin El Hady CFB Fabrice Flammand                                                |
| Até 73 kg masculino (detalhes)      | FRA França Hugo Legrand            | CAN Canadá Nicolas Tritton       | COD República Democrática do Congo Ngambomo Lokuku CQC Jean-Philipppe Gagnon               |
| Até 81 kg masculino (detalhes)      | MAR Marrocos Safouane Attaf        | LIB Líbano Elias Nassif          | EGY Egito Mohamed Darwish FRA França Florian Malitourne                                    |
| Até 90 kg masculino (detalhes)      | MAR Marrocos Mohamed El Assri      | CMR Camarões Dieudonné Dolassem  | CFB Van Dijck ROU Romênia Bogdan Barbulescu                                                |
| Até 100 kg masculino (detalhes)     | FRA França Frédéric Stiegelman     | ROU Romênia Daniel Brata         | COD República Democrática do Congo Ndibu Mushi CMR Camarões Franck Moussima Ewane          |
| Mais de 100 kg masculino (detalhes) | EGY Egito Islam Amr Abdallah Ahmed | TUN Tunísia Jaballa Faysal       | MAR Marrocos El Mehdi Malki COD República Democrática do Congo Kebika Mandembo             |
| Até 48 kg feminino (detalhes)       | FRA França Aurore Climence         | TUN Tunísia Amani Khalifaoui     | MAR Marrocos Wafae Idrissi Chorfi CGO Congo Enye Elsa Oyama                                |
| Até 52 kg feminino (detalhes)       | FRA França Pénélope Bonna          | MAR Marrocos Hanae Kerroumi      | ROU Romênia Elena Monica Ungureanu LUX Luxemburgo Marie Muller                             |
| Até 57 kg feminino (detalhes)       | FRA França Sarah Loko              | MAR Marrocos Fatima-Zohra Chakir | ROU Romênia Andreea Chitu CAN Canadá Jolianne Melancon                                     |
| Até 63 kg feminino (detalhes)       | FRA França Rizlein Zouak           | MAR Marrocos Aida Ali Oualla     | SEN Senegal Fary Seye CAN Canadá Laurence Cote                                             |
| Até 70 kg feminino (detalhes)       | FRA França Magalie Legay           | TUN Tunísia Houda Miled          | CMR Camarões Felicite Marie Mbala Ntsama COD República Democrática do Congo Misenga Bwanga |
| Até 78 kg feminino (detalhes)       | CQC Catherine Roberge              | CAN Canadá Amy Cotton            | TUN Tunísia Hana Mergheni CMR Camarões Christelle Clémentin Okobombe Foguing               |
| Mais de 78 kg feminino (detalhes)   | TUN Tunísia Nirel Chikhrouhou      | SEN Senegal Aminata Diatta       | FRA França Emelie Andeol LIB Líbano Odete Malkoune                                         |